# Hadena pseudohyrcana
Hadena pseudohyrcana là một loài bướm đêm trong họ Noctuidae.